# Richiard Vanigli
Richiard Vanigli (Forlì, 1º giugno 1971) è un allenatore di calcio ed ex calciatore italiano, di ruolo difensore.

## Carriera

### Giocatore

#### Varese, Cosenza, Lecce e Castel Di Sangro
Cresciuto nelle giovanili della Sammartinese di San Martino in Strada e successivamente nel Forlì, è passato giovanissimo al Milan. Viene scoperto dal Cosenza che lo acquista dal Varese (C/2) e lo fa debuttare in Serie B. Resta in maglia rossoblù per tre stagioni, tutte disputate tra i cadetti. Nel 1996 passa al Lecce dove conquista subito la promozione in Serie A. L'anno successivo con la squadra pugliese ha solo il tempo di esordire nella massima serie (il 21 settembre 1997 in Roma-Lecce 3-1), perché a dicembre scende nuovamente di categoria venendo acquistato dal Castel di Sangro.

#### Livorno ed Empoli
Dal 1998 al 2004 gioca nel Livorno. Con gli amaranto conquista, nella stagione 2001-2002, una promozione in Serie B attesa da 32 anni, e nel 2003-2004 anche quella in Serie A, che a Livorno mancava da 55 campionati. Con i labronici gioca in totale 192 partite di campionato mettendo a segno 4 reti. Aggiungendo le 20 presenze in Coppa Italia, ha indossato complessivamente più di 200 volte la maglia amaranto.
Nell'agosto del 2004 viene acquistato dall'Empoli e anche qui conquista la promozione in Serie A, restando in maglia azzurra anche nei tre successivi campionati disputati nella massima serie. 
Nella stagione 2007-2008, l'ultima con l'Empoli, retrocede con il club toscano in Serie B.

#### Ancona e Forlì
Nell'agosto del 2008, all'età di 37 anni, viene acquistato dall'Ancona neopromossa in Serie B. In 26 partite mette a segno due reti, rispettivamente contro Triestina e Cittadella. Il suo contratto con la società dorica termina il 30 giugno 2009 e non viene rinnovato.
Svincolatosi, ad ottobre 2009 viene ingaggiato dal Forlì con cui conquista subito la promozione in Serie D e vince il campionato di 2011-2012. Al termine di tale stagione si ritira dal calcio giocato.

### Allenatore
Dal 2012 al 2014 è stato il vice prima di Attilio Bardi e poi di Roberto Rossi sulla panchina del Forlì. Il 30 dicembre 2014 diventa il nuovo allenatore del Forlì, ma l'8 marzo 2015 viene esonerato.
Per la stagione 2015-2016 viene ingaggiato dal Tuttocuoio in qualità di vice allenatore. Il 26 aprile 2016 viene esonerato insieme al resto dello staff, formato dall'allenatore Lucarelli, dal collaboratore tecnico Conticchio e dal direttore sportivo Protti.
Segue l'ex attaccante livornese anche al Messina, al Catania, al Livorno e alla Ternana, insieme al collaboratore tecnico Conticchio e al Match Analyst Ivan Francesco Alfonso.

## Palmarès

### Club

#### Competizioni nazionali
- Serie C1: 1

Livorno: 2001-2002 (girone A)
- Campionato italiano di Serie B: 1

Empoli: 2004-2005
- Serie D: 1

Forlì: 2011-2012 (girone D)